# ワーリンガー・カウンシル
ワーリンガー・カウンシル（Warringah Council）は、オーストラリア・ニューサウスウェールズ州の地方公共団体。

## 概要
ワーリンガー・カウンシルは、シドニー中心業務地区（CBD）から北東18キロメートルの所に位置する。東にタスマン海を臨み、北東はピットウォーター・カウンシル、北西はホーンズビー・シャー、西はクー＝リン＝ガイ・カウンシル、南はマンリー・カウンシルと接する。

## 構成サバーブ
ワーリンガー・カウンシルは、以下のサバーブで構成されている。
- アランビー・ハイツ（Allambie Heights）
- ビーコン・ヒル（Beacon Hill）
- ベルローズ（Belrose）
- ブルックヴェール（Brookvale）
- コラロイ（Collaroy）
- コラロイ・プラトー（Collaroy Plateau）
- コテージ・ポイント（Cottage Point）
- クローマー（Cromer）
- カール・カール（Curl Curl）
- デイヴィッドソン（Davidson）
- ディー・ホワイ（Dee Why）
- ダフィーズ・ポイント（Duffys Point）
- フォレストヴィル（Forestville）
- フレンチズ・フォレスト（Frenchs Forest）
- フレッシュウォーター（Freshwater）
- イングルサイド（Ingleside）
- キラーニー・ハイツ（Killarney Heights）
- マンリー・ヴェール（Manly Vale）
- ナラビーン（Narrabean）
- ナラウィーナ（Narraweena）
- ノース・バルガウラー（North Balgowlah）
- ノース・カール・カール（North Curl Curl）
- ノース・マンリー（North Manly）
- オックスフォード・フォールズ（Oxford Falls）
- クイーンズクリフ（Queenscliff）
- テリー・ヒルズ（Terrey Hills）

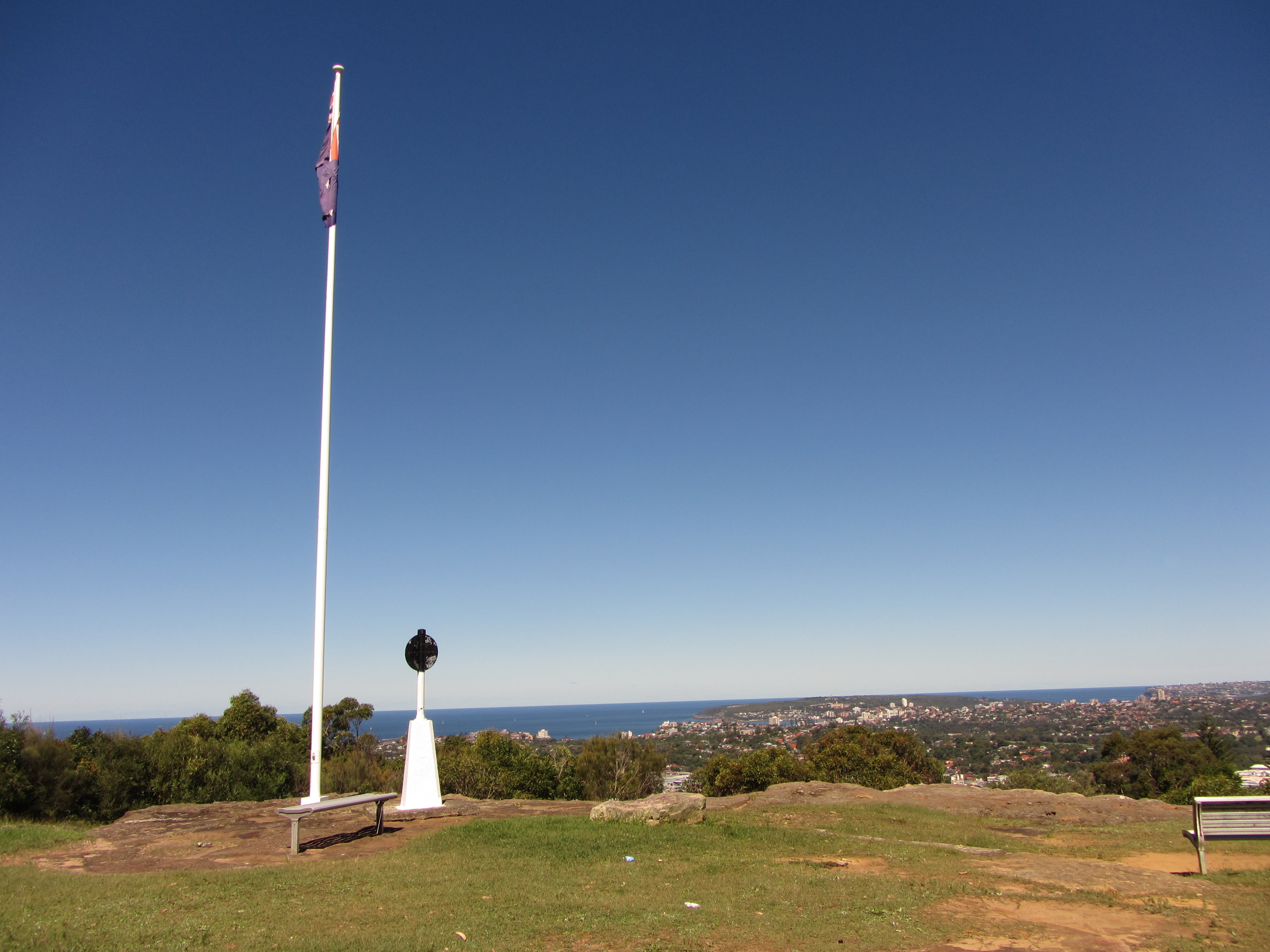
ビーコン・ヒルから臨むタスマン海
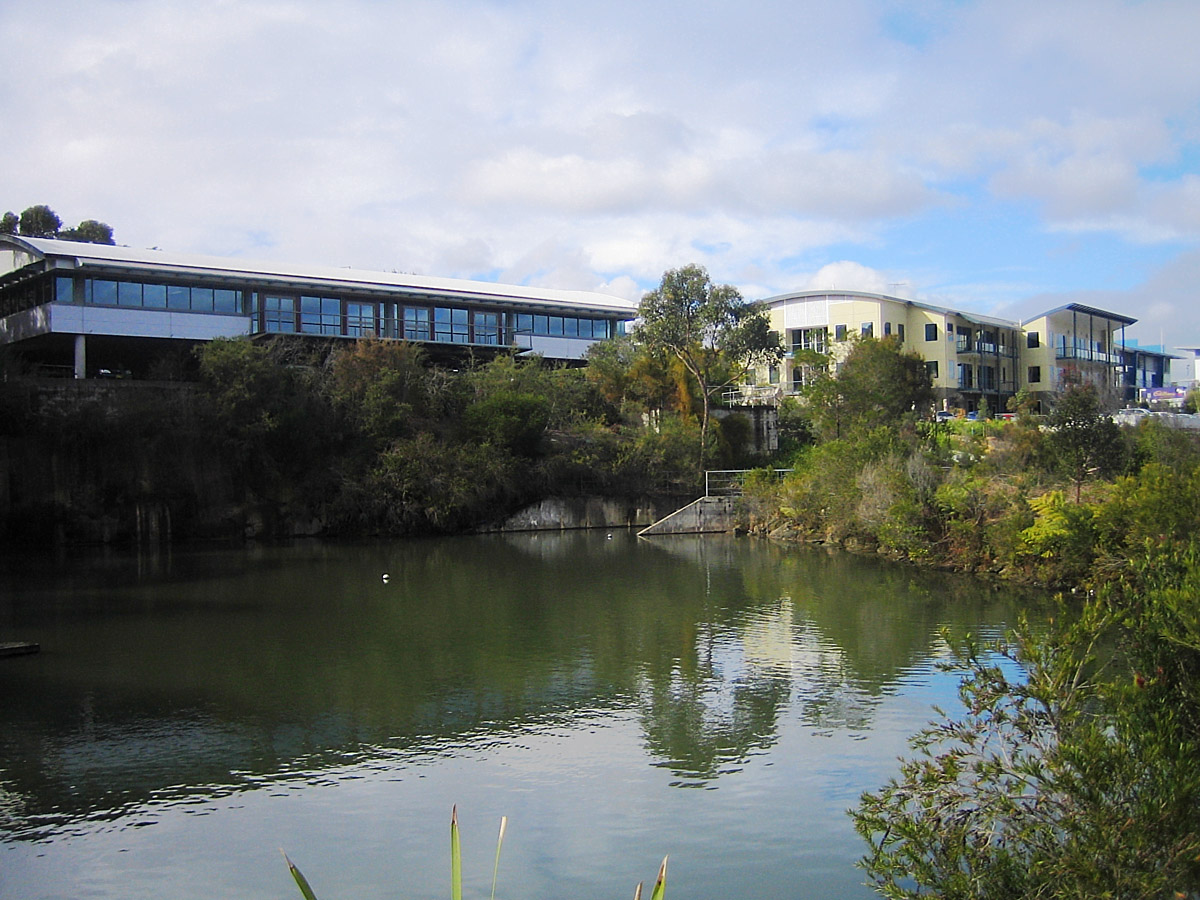
オーストリンク・ビジネス・パーク（ベルローズ）
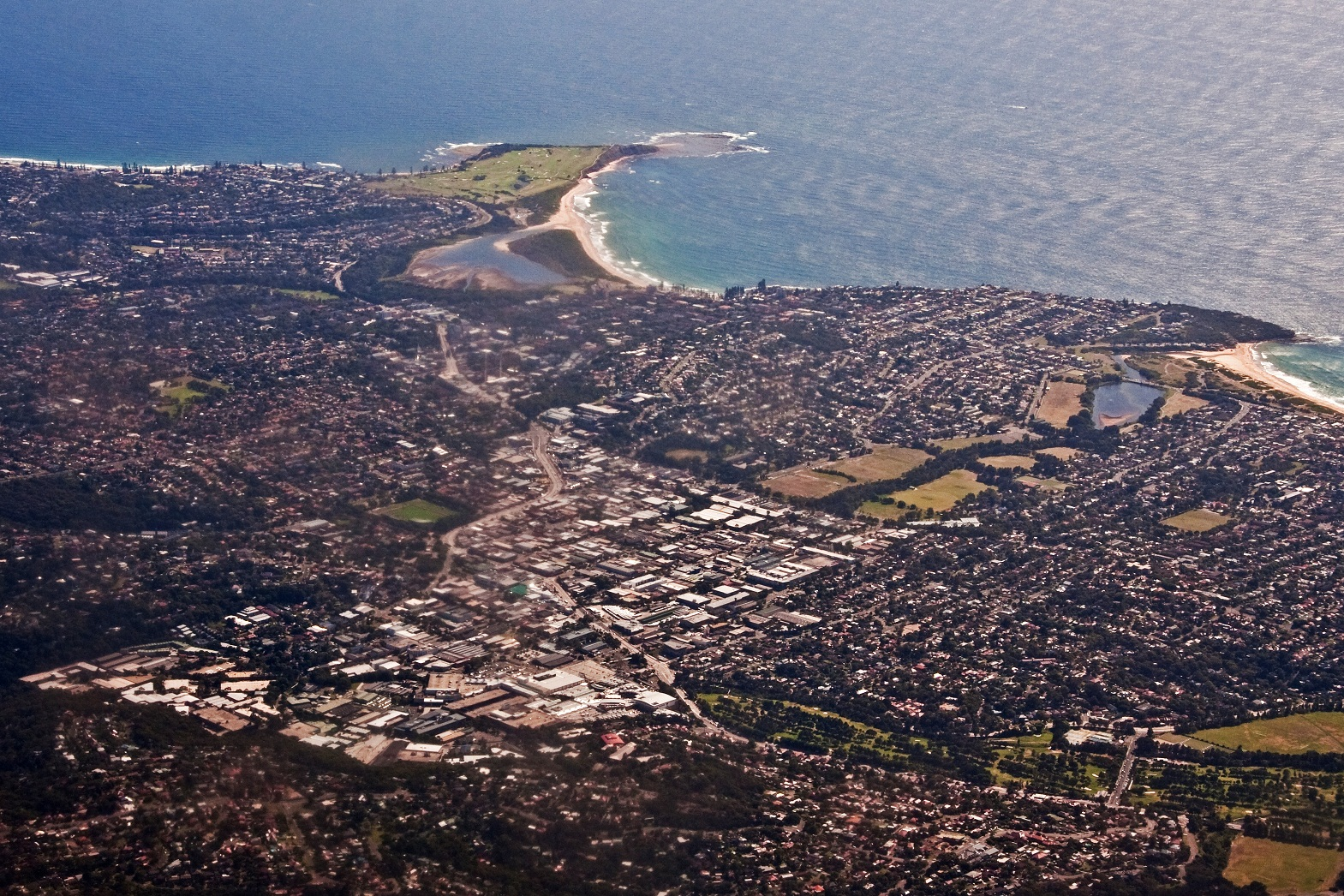
ブルックヴェールの空撮
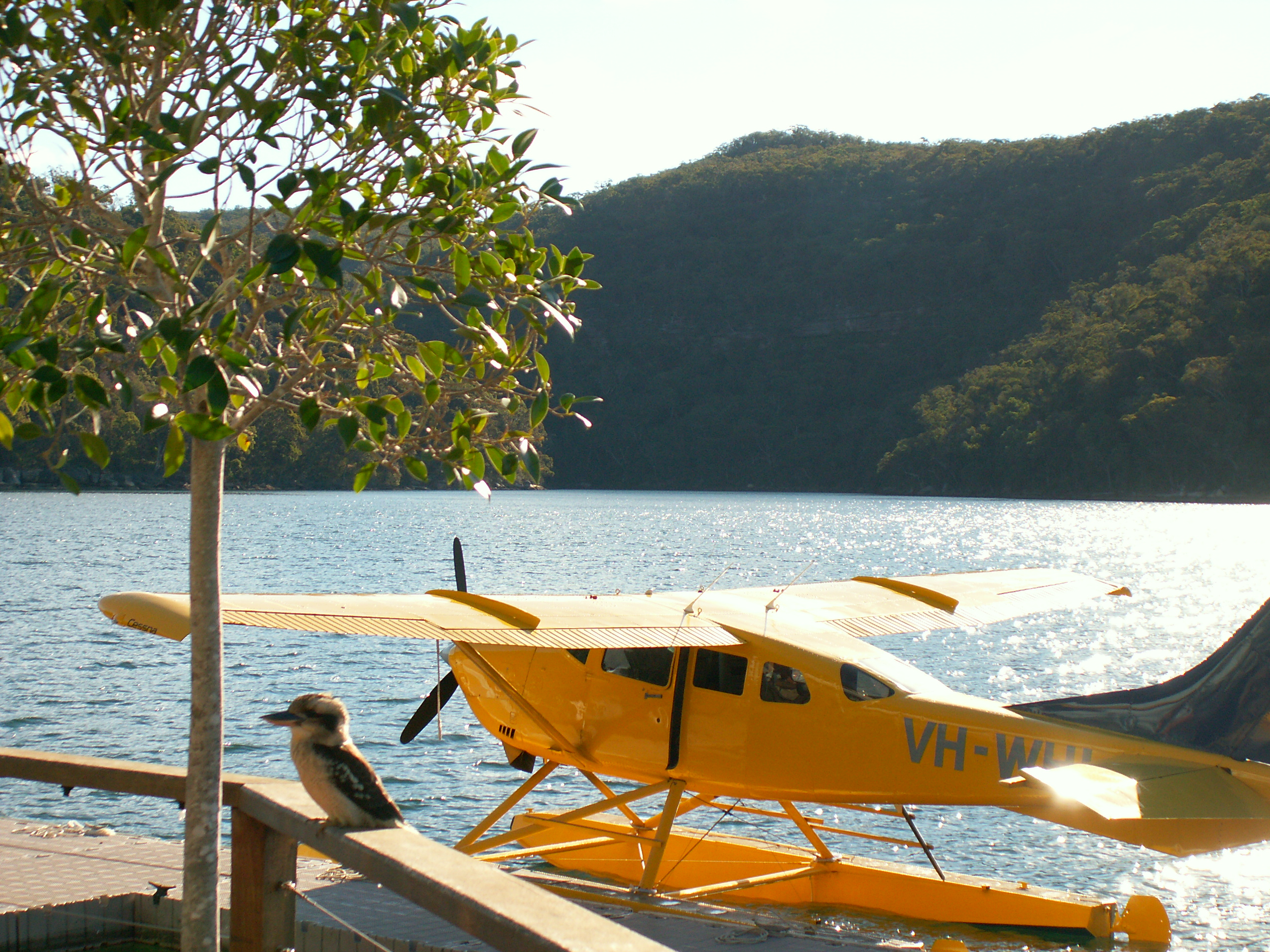
コテージ・ポイント
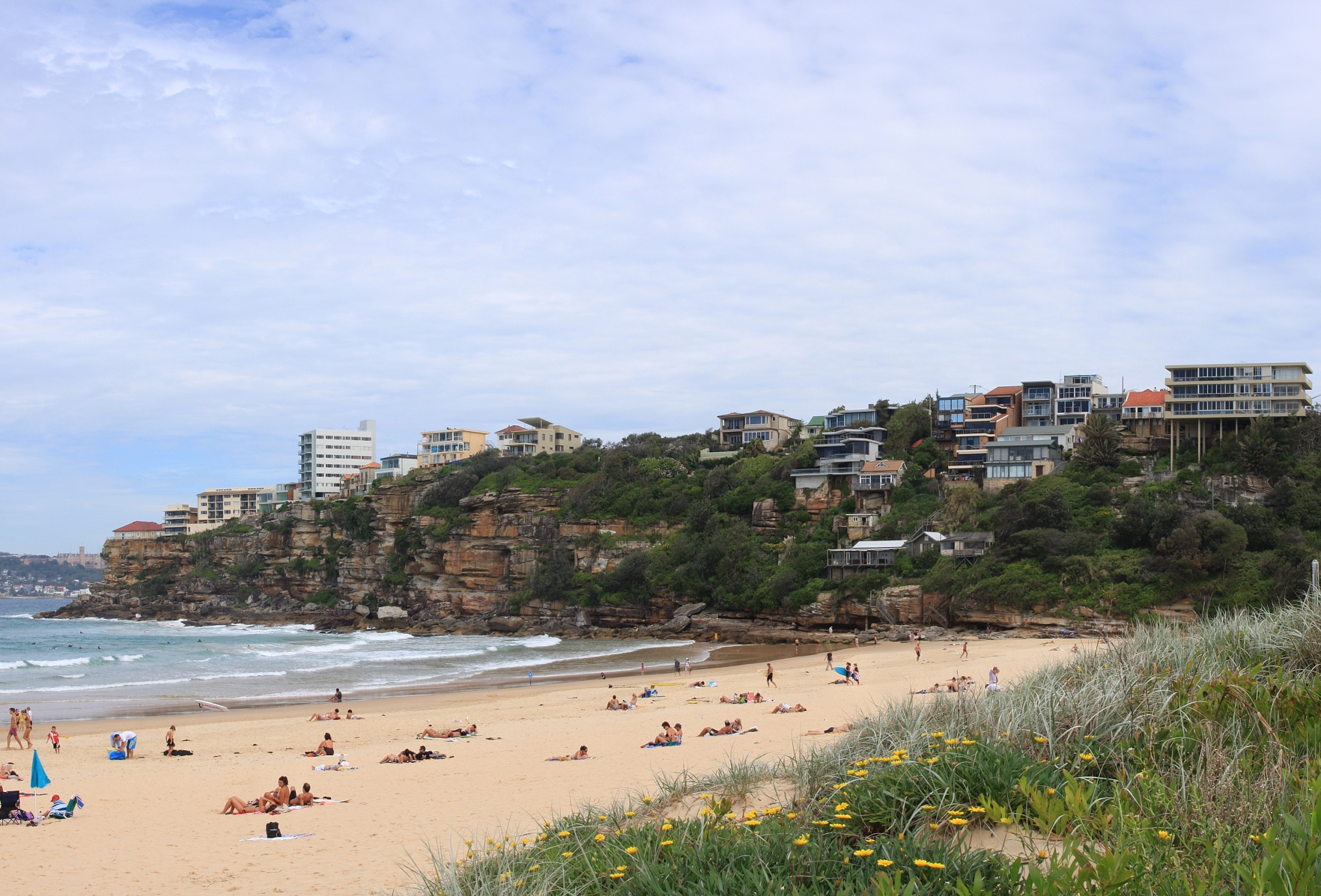
フレッシュウォーターのビーチ
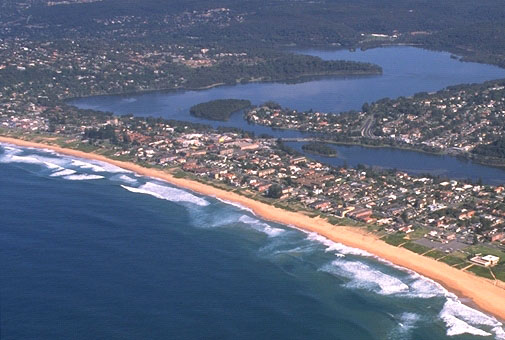
ナラビーンのビーチと湖
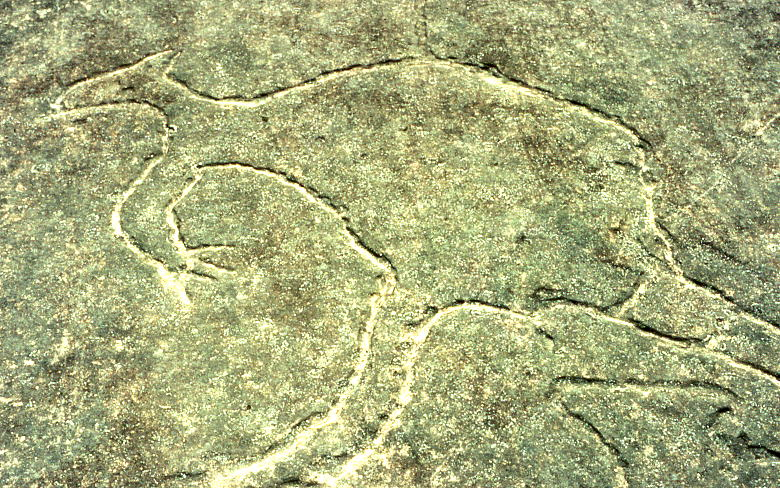
テリー・ヒルズの岩壁に残る壁画

## 議会
ワーリンガー・カウンシルの議会は、10人によって構成される。任期は4年。選挙区は3つで、それぞれの選挙区から3人が選出される。市長は、議会選挙とは別に、市域を単一の選挙区とする市長選挙が実施される。最新の議会選挙は、2012年9月8日に実施された。市長は、地域政党「Your Warringah」のMichael Regan。そのため、議会は、市長を含めた地域政党「Your Warringah」が6議席、無所属4議席で構成されることとなった。